# Municipio de Toledo (Iowa)
El municipio de Toledo (en inglés: Toledo Township) es un municipio ubicado en el condado de Tama en el estado estadounidense de Iowa. En el año 2010 tenía una población de 3160 habitantes y una densidad poblacional de 51,39 personas por km².

## Geografía
El municipio de Toledo se encuentra ubicado en las coordenadas 42°1′10″N 92°36′56″O / 42.01944, -92.61556. Según la Oficina del Censo de los Estados Unidos, el municipio tiene una superficie total de 61.49 km², de la cual 61,43 km² corresponden a tierra firme y (0,1 %) 0,06 km² es agua.

## Demografía
Según el censo de 2010, había 3160 personas residiendo en el municipio de Toledo. La densidad de población era de 51,39 hab./km². De los 3160 habitantes, el municipio de Toledo estaba compuesto por el 73,96 % blancos, el 0,92 % eran afroamericanos, el 16,14 % eran amerindios, el 0,51 % eran asiáticos, el 3,92 % eran de otras razas y el 4,56 % eran de una mezcla de razas. Del total de la población el 10,25 % eran hispanos o latinos de cualquier raza.